# Pietro III del Portogallo
Pietro III di Braganza (Lisbona, 5 luglio 1717 – Queluz, 25 maggio 1786) diventò re del Portogallo e dell'Algarve all'ascesa di sua moglie e nipote Maria I nel 1777, e co-regnò al suo fianco fino alla sua morte.

## Biografia

### Infanzia

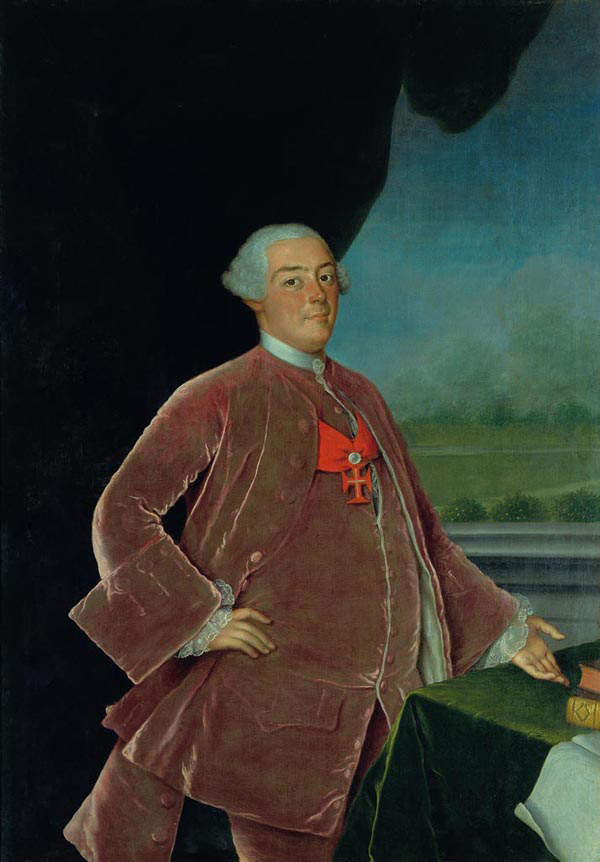
Pedro, Principe del Brasile; Vieira Lusitano.

Pietro nacque alle ore 12.00 del 5 luglio 1717 al Palazzo della Ribeira a Lisbona in Portogallo. Fu battezzato il 29 agosto e gli furono imposti i nomi di Pedro Clemente Francisco José António. I suoi genitori erano Re Giovanni V e sua moglie Dona Maria Anna d'Austria. Pietro era un fratello minore di Giuseppe I del Portogallo. I loro nonni materni erano Leopoldo I d'Asburgo e Eleonora Maddalena di Neuburg, sorella della Regina Maria Sofia del Portogallo.

### Matrimonio

Maria I del Portogallo con lo zio e marito Pietro di Braganza

Pietro di Braganza sposò la nipote Maria del Portogallo il 6 giugno 1760. Al momento delle loro nozze, Maria aveva 25 anni e Pedro 42. Nonostante la differenza di età, la coppia ebbe un matrimonio felice. Pietro divenne automaticamente co-monarca (come Pietro III del Portogallo) quando Maria salì al trono, poiché era già nato un figlio dal loro matrimonio. La coppia ebbe sei figli e un bambino nato morto, dei quali solo tre raggiunsero l'età adulta.

### Regno

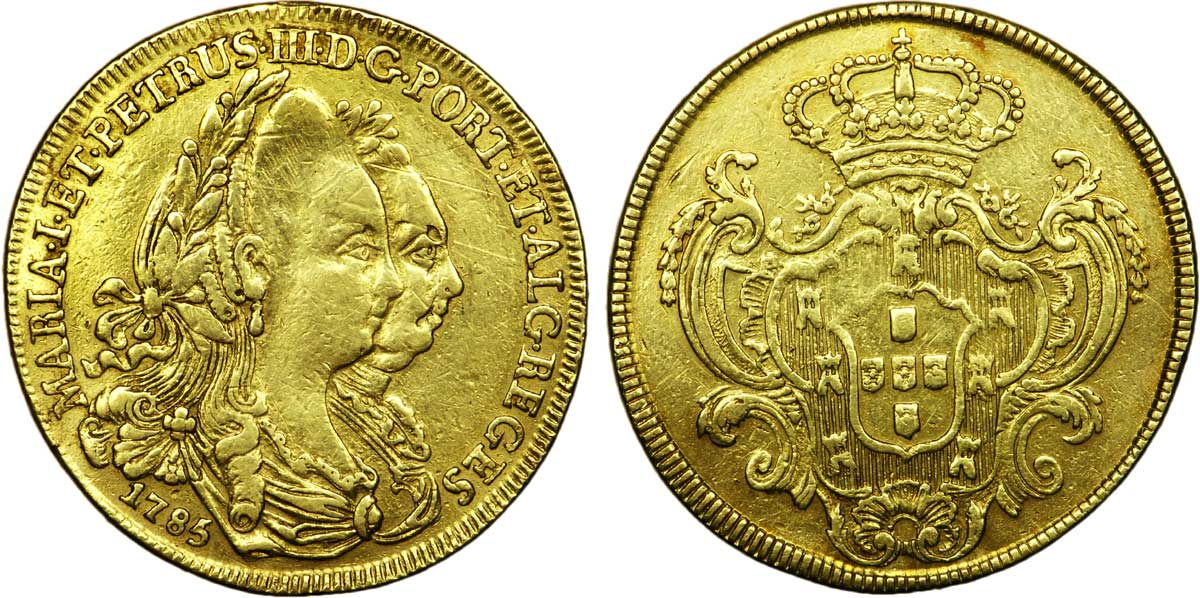
Moneta con i profili della regina Maria I e di Pietro III

Secondo l'usanza, Pedro divenne quindi re del Portogallo per diritto di sua moglie. 
Pedro non fece alcun tentativo di partecipare agli affari di governo, trascorrendo il suo tempo cacciando o in esercizi spirituali.
Egli difese anche l'alta nobiltà portoghese, e patrocinò le suppliche delle persone accusate nell'Affare Tavora, il cui reinserimento era oggetto di nuove azioni legali, in cui gli eredi chiedevano la restituzione delle loro proprietà confiscate.

### Morte
Re Pietro III morì a Queluz il 25 maggio 1786.

## Discendenza
Pietro III del Portogallo e Maria I del Portogallo ebbero:
| Nome                           | Nascita           | Morte             | Note |
| ------------------------------ | ----------------- | ----------------- | --- |
| Giuseppe, Principe del Brasile | 20 agosto 1761    | 11 settembre 1788 | José Francisco Xavier de Paula Domingos António Agostinho Anastácio sposò l'Infanta Benedetta del Portogallo e non ebbe figli. La sua morte portò suo fratello minore a diventare erede apparente e poi re. |
| João de Bragança               | 20 ottobre 1762   | 20 ottobre 1762   | João era un bambino nato morto, nacque al Palazzo Nazionale di Ajuda. |
| João Francisco de Bragança     | 16 settembre 1763 | 10 ottobre 1763   | João Francisco de Paula Domingos António Carlos Cipriano nacque al Palazzo Nazionale di Ajuda. |
| Giovanni VI                    | 13 maggio 1767    | 10 marzo 1826     | João Maria José Francisco Xavier de Paula Luís António Domingos Rafael sposò Carlotta Gioacchina di Spagna ed ebbe figli. Fu Re del Portogallo e Imperatore del Brasile.                                    |
| Mariana Victoria de Bragança   | 15 dicembre 1768  | 2 novembre 1788   | Maria Ana Vitória Josefa Francisca Xavier de Paula Antonieta Joana Domingas Gabriela sposò l'Infante Gabriele di Spagna ed ebbe figli.                                                                      |
| Maria Clementina de Bragança   | 9 giugno 1774     | 27 giugno 1776    | Maria Clementina Francisca Xavier de Paula Ana Josefa Antónia Domingas Feliciana Joana Michaela Julia de Bragança nacque al Palazzo Nazionale di Queluz.                                                    |
| Maria Isabel de Bragança       | 12 dicembre 1776  | 14 gennaio 1777   | Maria Isabel nacque al Palazzo Nazionale di Queluz. |

## Ascendenza
|                                    |                          |                                     | Genitori                                   |  |  | Nonni |  |  | Bisnonni                   |  |  | Trisnonni               |  |
|                                    |                          |                                     |                                            |  |  |       |  |  | Giovanni IV del Portogallo |  |  | Teodosio II di Braganza |  |
|                                    |                          |                                     |                                            |  |  |       |  |  | Giovanni IV del Portogallo |  |  | Teodosio II di Braganza |  |
|                                    |                          | Ana de Velasco y Girón              |                                            |  |  |       |  |  | Giovanni IV del Portogallo |  |  |                         |  |
| Pietro II del Portogallo           |                          |                                     |                                            |  |  |       |  |  | Giovanni IV del Portogallo |  |  |                         |  |
|                                    |                          | Luisa di Guzmán                     | Juan Manuel Pérez de Guzmán                |  |  |       |  |  |                            |  |  |                         |  |
|                                    |                          | Luisa di Guzmán                     | Juan Manuel Pérez de Guzmán                |  |  |       |  |  |                            |  |  |                         |  |
|                                    |                          | Luisa di Guzmán                     | Juana Lorenza Gomez de Sandoval y la Cerda |  |  |       |  |  |                            |  |  |                         |  |
| Giovanni V del Portogallo          |                          | Luisa di Guzmán                     |                                            |  |  |       |  |  |                            |  |  |                         |  |
|                                    |                          | Filippo Guglielmo del Palatinato    | Volfango Guglielmo del Palatinato-Neuburg  |  |  |       |  |  |                            |  |  |                         |  |
|                                    |                          | Filippo Guglielmo del Palatinato    | Volfango Guglielmo del Palatinato-Neuburg  |  |  |       |  |  |                            |  |  |                         |  |
|                                    |                          | Filippo Guglielmo del Palatinato    | Maddalena di Baviera                       |  |  |       |  |  |                            |  |  |                         |  |
| Maria Sofia del Palatinato-Neuburg |                          | Filippo Guglielmo del Palatinato    |                                            |  |  |       |  |  |                            |  |  |                         |  |
|                                    |                          | Elisabetta Amalia d'Assia-Darmstadt | Giorgio II d'Assia-Darmstadt               |  |  |       |  |  |                            |  |  |                         |  |
|                                    |                          | Elisabetta Amalia d'Assia-Darmstadt | Giorgio II d'Assia-Darmstadt               |  |  |       |  |  |                            |  |  |                         |  |
|                                    |                          | Elisabetta Amalia d'Assia-Darmstadt | Sofia Eleonora di Sassonia                 |  |  |       |  |  |                            |  |  |                         |  |
| Pietro III del Portogallo          |                          | Elisabetta Amalia d'Assia-Darmstadt |                                            |  |  |       |  |  |                            |  |  |                         |  |
|                                    | Ferdinando III d'Asburgo | Ferdinando II d'Asburgo             |                                            |  |  |       |  |  |                            |  |  |                         |  |
|                                    | Ferdinando III d'Asburgo | Ferdinando II d'Asburgo             |                                            |  |  |       |  |  |                            |  |  |                         |  |
|                                    | Ferdinando III d'Asburgo | Maria Anna di Baviera               |                                            |  |  |       |  |  |                            |  |  |                         |  |
| Leopoldo I d'Asburgo               | Ferdinando III d'Asburgo |                                     |                                            |  |  |       |  |  |                            |  |  |                         |  |
|                                    |                          | Maria Anna d'Asburgo                | Filippo III di Spagna                      |  |  |       |  |  |                            |  |  |                         |  |
|                                    |                          | Maria Anna d'Asburgo                | Filippo III di Spagna                      |  |  |       |  |  |                            |  |  |                         |  |
|                                    |                          | Maria Anna d'Asburgo                | Margherita d'Austria-Stiria                |  |  |       |  |  |                            |  |  |                         |  |
| Maria Anna d'Asburgo               |                          | Maria Anna d'Asburgo                |                                            |  |  |       |  |  |                            |  |  |                         |  |
|                                    |                          | Filippo Guglielmo del Palatinato    | Volfango Guglielmo del Palatinato-Neuburg  |  |  |       |  |  |                            |  |  |                         |  |
|                                    |                          | Filippo Guglielmo del Palatinato    | Volfango Guglielmo del Palatinato-Neuburg  |  |  |       |  |  |                            |  |  |                         |  |
|                                    |                          | Filippo Guglielmo del Palatinato    | Maddalena di Baviera                       |  |  |       |  |  |                            |  |  |                         |  |
| Eleonora del Palatinato-Neuburg    |                          | Filippo Guglielmo del Palatinato    |                                            |  |  |       |  |  |                            |  |  |                         |  |
|                                    |                          | Elisabetta Amalia d'Assia-Darmstadt | Giorgio II d'Assia-Darmstadt               |  |  |       |  |  |                            |  |  |                         |  |
|                                    |                          | Elisabetta Amalia d'Assia-Darmstadt | Giorgio II d'Assia-Darmstadt               |  |  |       |  |  |                            |  |  |                         |  |
|                                    |                          | Elisabetta Amalia d'Assia-Darmstadt | Sofia Eleonora di Sassonia                 |  |  |       |  |  |                            |  |  |                         |  |
|                                    |                          | Elisabetta Amalia d'Assia-Darmstadt |                                            |  |  |       |  |  |                            |  |  |                         |  |

## Titoli e trattamento
- 5 luglio 1717 – 6 giugno 1760 Sua Altezza Reale l'Infante Pedro, Signore della Casa do Infantado
- 6 giugno 1760 – 24 febbraio 1777 Sua Altezza Reale il Principe del Brasile, Duca di Braganza
- 24 febbraio 1777 – 25 maggio 1786 Sua Maestà Fedelissima il Re del Portogallo e delle Algarve